# 概念計画8888
概念計画8888（がいねんけいかく8888、CONPLAN 8888, CONOP8888, Counter-Zombie Dominance）は、ゾンビに対する防御計画をまとめたアメリカ国防総省およびアメリカ戦略軍のCONOP文書。「非常事態計画8888」ともいう。
2011年4月30日に公開された文書では、軍事計画や作戦を立案する士官候補生の軍事教育用教材、テンプレートとして、架空のゾンビ攻撃のシナリオがまとめられている。
この教材により軍事計画、治安維持の基本的な概念が学べるようになっている。架空のシナリオであるが、ゾンビの種類など細かな設定が作成されている。
実際の軍事計画と勘違いされないように、現実にはあり得ない「ゾンビによる攻撃」というシナリオが採用されたという。また序文では従来の訓練用シナリオが退屈であるため、訓練生が飽きないような工夫という意味もあると記述されている。